# ادوارد هیکس

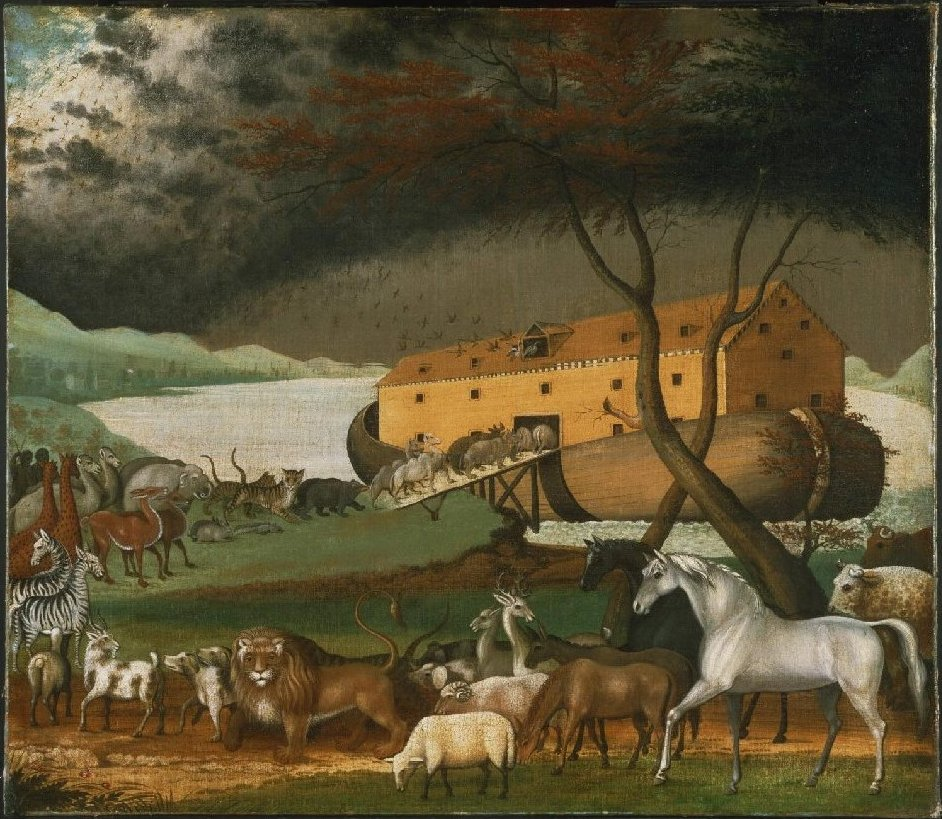
کشتی نوح، نام اثری است به‌سال ۱۸۴۶ میلادی از ادوارد هیکس که حیوانات را به‌صورت جُفت، حین سوار شدن به کشتی نوح ترسیم کرده‌است. این اثر اکنون در مالکیت موزه هنر فیلادلفیا قرار دارد.

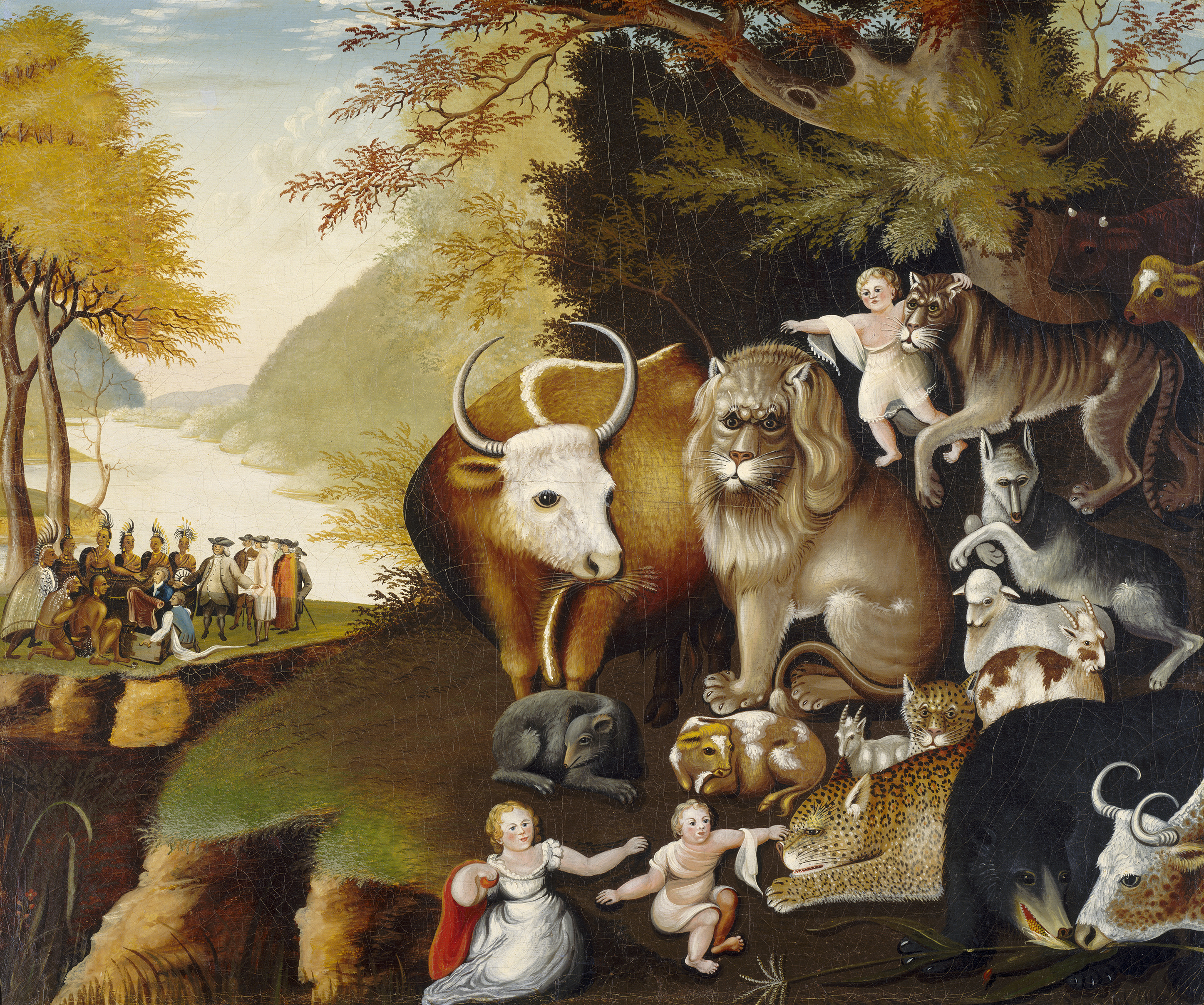
عصر ظهور در ژانر هنر نائیف حوالی ۱۸۳۴ م. نگارخانه ملی هنر آمریکا

ادوارد هیکس (به انگلیسی: Edward Hicks)، نقاش آمریکایی سبک فولکلور و کاهن برجستهٔ جنبش کواکرها بود.
ادوارد هیکس مجموعه نقاشی‌هایی با نام «عصر ظهور» خلق کرد که تعدادشان به ۶۲ نقاشی می‌رسد.